# Хутулун
Хутулун-Чаха, Хутулун Чаган (ок. 1260 — ок. 1306) — дочь Хайду, монгольского правителя в Средней Азии, правнучка Угэдэй-каана, праправнучка Чингис-хана.

## Происхождение и имя
Хайду, отец Хутулун, родился около 1236 года. Он был сыном Хашина, пятого сына Угэдэя, и Шабканэ-хатун из племени бекрин, или мекрин, жившего в горной стране по соседству с уйгурами; по словам Рашид ад-Дина, бекрины были «не монголы и не уйгуры». Сам Хайду по внешности был чистым монголом, среднего роста, почти безбородым. Об имени и этнической принадлежности матери Хутулун в источниках сведений нет. Джек Уэзерфорд, не ссылаясь на первичные источники, предполагает, что Хутулун родилась около 1260 года. Она росла среди множества братьев — сообщается о 24 сыновьях Хайду.
Кроме монгольского имени, она была известна под тюркским, переданным Марко Поло как Ангиарм (варианты в различных рукописях — Agiaint, Agyanie, Agyanic, Aigiaruc, Aigiarm) с комментарием, что по-французски это значит «светлая луна». Отсюда А. Кордье выводит её тюркское имя Ай-Ярук.

## Образ жизни
О жизни Хутулун сходные сведения сообщают и Марко Поло, и Рашид ад-Дин. Отмечается её физическая сила (Поло: «была она красиво сложена, высокая да плотная, чуть-чуть не великанша») и поведение, свойственное юношам: она ходила с отцом в походы и совершала подвиги на поле брани, захватывая в плен врагов. Личность Хутулун была необычна с точки зрения внешних наблюдателей, но не уникальна для монгольского общества. Монголки ездили верхом и владели луком и стрелами, успешно сражаясь наравне с мужчинами.
В фольклорном по характеру рассказе Марко Поло Хутулун, при попытке Хайду выдать её замуж, заявляет, что станет женой лишь того, кто победит её в схватке. Проигравший должен отдать Хутулун сто лошадей. Множество юношей из разных стран пытаются побороть дочь Хайду, но лишь преумножают её табуны. В 1280 году объявляется молодой и красивый сын богатого царя, готовый отдать за свою попытку тысячу лошадей. Отец убеждает Хутулун поддаться, но та не соглашается и в напряжённом поединке бросает юношу наземь.
История о Хутулун имеет некоторое сходство с тем, что Ибн Баттута сообщает о другой воинственной принцессе, Урдуйя, которую он якобы посетил в сомнительном царстве Тавалиси по пути в Китай: «Я слышал… что разные сыновья царей искали руки Урдуйя, но она всегда отвечала „Я выйду за того, кто будет сражаться и покорит меня“; и все они избегали испытания, боясь позора быть битыми ею». По мнению А. Кордье, существование дамы с тюркским именем на Малайском архипелаге несколько фантастично. Возможно, Ибн Баттута передаёт легенду о дочери Хайду.
По мнению Л. Ольшки, история Марко Поло о Хутулун «отличается всеми чертами народной легенды или исторического вымысла». М. Россаби считает историю аутентичной, несущей определённую информацию о качествах, которые Хайду, приверженец степных традиций, особенно ценил: храбрость, гордость, физическая силы и выносливость. Того же мнения придерживается М. Биран.
Персидские источники сообщают, что в посланиях ильхану Газану (родился в 1271, правил в 1295—1304 годах) Хутулун заявляла, что не выйдет ни за кого, кроме него. Вероятно, эти слухи отображали тенденцию к примирению после серии пограничных конфликтов между Хайду и государством Хулагуидов, начавшихся в 1288 году. Длительное безбрачие Хутулун породило толки о её кровосмесительных отношениях с отцом. В конце концов, Хайду выдал её за некоего Абтакула из рода курлас. При этом Рашид ад-Дин отмечает, что Хутулун сама выбрала его в мужья; у них было двое сыновей.
Хайду скончался вскоре после битвы с юаньскими войсками в конце 1301 года. Хутулун заведовала охраной могилы отца в заповедной местности (хориг), находившейся в родовом юрте Угэдэидов, в горах Шонхорлык, между реками Или и Чу. В борьбе между сыновьями покойного Хутулун поддержала Уруса, которого сам Хайду назвал своим преемником. Чагатаид Дува, соратник Хайду, выступил в поддержку другого его сына, Чапара. Он выделил Чапару владение и жалование, а его сторонники убили Хутулун и захватили вождей дома Хайду и их приверженцев.

## Отражение в искусстве и народных традициях

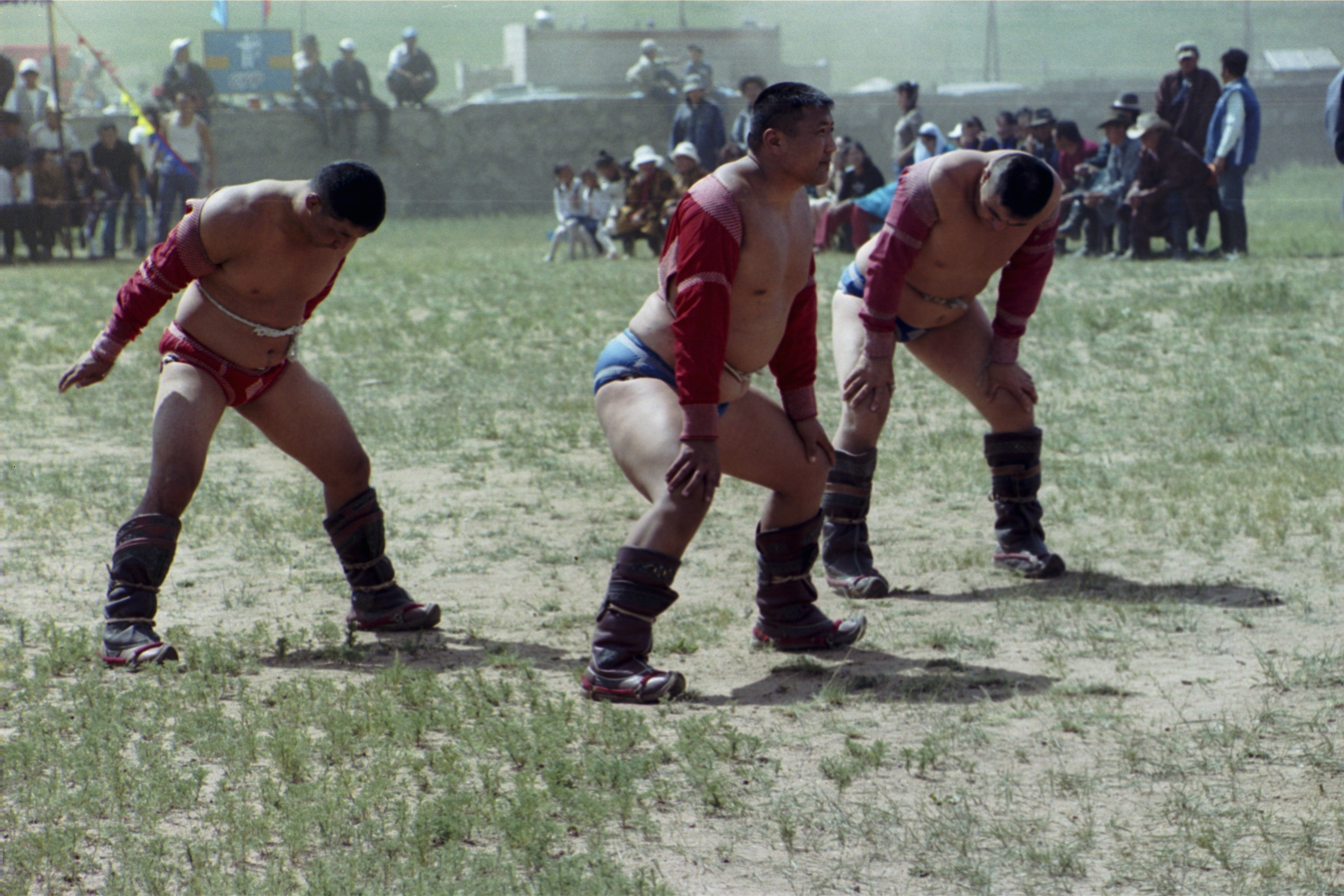
Монгольские борцы в традиционном облачении

В XVIII веке история о Хутулун в искажённом виде проникла в европейскую литературу. Работая над биографией Чингис-хана, французский учёный Франсуа Пти де ла Круа опубликовал в 1710 году книгу сказок и басен, среди которых одна была основана на истории Хутулун. В его адаптации принцесса, девятнадцатилетняя дочь Алтун-хана, монгольского императора Китая, носит титул Турандот («турецкая дочь» или «дочь Турана»). В версии Пти де ла Круа юноша, добивающийся руки принцессы, должен решить три загадки, причём ставкой служит не лошадиный табун, а жизнь претендента.
В 1762 году итальянский драматург Карло Гоцци переделал эту сказку в драму. Позднее Фридрих Шиллер перевёл пьесу на немецкий, а Гёте поставил её на сцене в Веймаре в 1802 году. Итальянский композитор Джакомо Пуччини ко времени смерти (1924) завершил около трёх четвертей оперы «Турандот». В отличие от героини другой его оперы, Мадам Баттерфляй, которая жила и умерла ради любви к мужчине, Турандот отвергала любого мужчину, которого считала уступающим себе. Опера Пуччини стала известнейшей из художественных вариаций на тему её жизни.
Обычай монгольских борцов облачаться в рубашку-распашонку с открытой грудью (зодог) может быть связан с желанием организаторов состязаний убедиться, что оба противника — мужчины. Такое же значение может иметь ритуальный танец победителя, когда борец разводит руки и медленно поворачивается, демонстрируя зрителям грудь. Так полагает Джек Уэзерфорд, заявляя, что это дань памяти величайшей женщине-борцу в монгольской истории.